# Рубин, Михаил Аркадьевич
Михаи́л Арка́дьевич Ру́бин (род. 20 апреля 1988) — российский журналист. Сооснователь и заместитель главного редактора издания «Проект» (2018—н. в.).

## Биография
Родился 20 апреля 1988 года. В 2009 году окончил Высшую школу экономики (Отделение деловой и политической журналистики Факультета прикладной политологии). Во время учёбы написал статью «Президент всея молодёжи» об итогах президентских выборов, которая была опубликована в «Независимой газете».
С июля 2011 по сентябрь 2013 года — парламентский корреспондент газеты «Известия».
С апреля 2014 по октябрь 2016 года — корреспондент РБК, работал над статьями для одноимённой газеты. Продолжал освещать деятельность правительства и президента России Владимира Путина. Весной 2015 года «Анонимный интернационал» выложил в открытый доступ массив электронной переписки чиновников администрации президента. Среди писем была обнаружена переписка сотрудника аппарата президента Тимура Прокопенко с Рубиным. Из переписки Рубина и Прокопенко следовало, что в ряде случаев журналист позволял управленцу вмешиваться в свои материалы. После публикации этой переписки шеф-редактор РБК пообещала, что издание проведёт внутреннее расследование на предмет нарушения Рубиным редакционных правил и примет соответствующие меры.
С 2016 по февраль 2019 года работал на телеканале «Дождь»: вёл программу «Рубиновые звёзды», также имел аккредитацию в Государственной думе, где как политический журналист общался с источниками.
В 2018 году стал заместителем главного редактора в расследовательском издании «Проект», созданном его бывшим коллегой по РБК и «Дождю» Романом Баданиным.
В марте 2019 года в квартиру родителей Рубина в Москве ворвались двое неизвестных с видеокамерами и начали спрашивать у его родственников, «не стыдно ли их сыну продавать родину».
В июне 2021 года прошли обыски у журналистов «Проекта», в том числе Рубина и его родителей; обыски были связаны с делом о клевете в отношении петербургского бизнесмена Ильи Трабера. Поводом для возбуждения дела являлся фильм «Авторитет из 90-х, с которым знаком Путин: тайная бизнес-империя Ильи Трабера, и как с ней связаны друзья президента». Сам Рубин не участвовал в создании фильма.
23 июля 2021 года вместе с ещё двумя журналистами «Проекта» был включён в список СМИ — «иностранных агентов».
В июле 2021 года вместе с Баданиным покинул Россию в связи с признанием 15 июля издания «Проект» «нежелательной организацией».

## Награды
В 2019 году совместно с Романом Баданиным и Марией Жолобовой получил премию «Профессия — журналист» общественной организации «Открытая Россия» в категории «Интервью + портрет» за статью «Портрет Алексея Громова, руководителя российской государственной пропаганды», опубликованную в «Проекте».
Шестикратный лауреат ежемесячной журналистской премии «Редколлегия» (с сентября 2016 по январь 2022 года).